# Nereydas
Nereydas es una formación instrumental y vocal, fundada por Javier Ulises Illán, que ofrece interpretaciones de un amplio repertorio de diferentes periodos estilísticos, desde el Renacimiento y el Barroco al Clasicismo, incluyendo el repertorio sinfónico y operístico. 
Es una agrupación abierta y flexible que adopta las combinaciones instrumentales y vocales idóneas adecuadas a los proyectos que desarrolla. 
Nereydas se define por el rigor de las interpretaciones con criterios historicistas, que se basan en el estudio de las fuentes y el trabajo musicológico, para ofrecer la esencia y el estilo propios de cada obra. Para ello, utiliza instrumentos originales de época o copias fidedignas de los mismos.

## Reseña biográfica
Nereydas colabora con instituciones y participa en programaciones como las de Patrimonio Nacional, CNDM, Teatro Real, Festival de Música Antigua de Versalles (Francia), SMRC de Cuenca, Fundación Juan March, FIAS de Madrid, Festival Internacional de Granada, Museo del Prado o Festival de Música El Greco en Toledo.
Trabaja habitualmente con solistas de prestigio, como Núria Rial, Filippo Mineccia, Zachary Wilder o Ana Quintans. Especial es su larga y comprometida relación con la soprano María Espada en la interpretación de repertorios del Barroco.
Nereydas es miembro de la Asociación de Grupos Españoles de Música Antigua (GEMA).

## Discografía
- Angélico Greco. El cielo se llenó de música (2014)
- The Jommelli Album (2016)
- Siface: L’amor castrato (2018)
- The Royal Chapel of Madrid. Sacred Music after the Great Fire of 1734 (2021)

## Premios y reconocimientos
- Premio Teatro de Rojas de Toledo
- Premio GEMA por “The Royal Chapel of Madrid”
- Accésit en el Premio de Transferencia de Conocimiento de la Universidad Complutense por “Estruendos sonorosos”

## Crítica musical
Las interpretaciones de Nereydas han sido registradas y emitidas por radio y televisión, en especial por RNE Radio Clásica y Televisión Española.
El trabajo de Nereydas ha sido valorado por la crítica especializada por su excelente sonido, afinación, empaste, conjunción, apasionamiento y capacidad para el matiz, siempre con delicadeza y buscando la belleza. La agrupación está considerada como uno de los conjuntos más innovadores y originales y como una verdadera referencia en la recuperación, valoración y divulgación del patrimonio musical con especialización en repertorios históricos, especialmente del siglo XVIII. La recuperación de la ópera La Nitteti fue catalogado como uno de los diez eventos culturales más importantes del 2022. 